# Mistrovství Evropy ve vodním slalomu
Mistrovství Evropy ve vodním slalomu je mezinárodní soutěž v kanoistice pořádaná od roku 1996 Evropskou kanoistickou asociací. V letech 1996–2004 se šampionát konal v sudých letech, od roku 2005 je pořádán každoročně.
Muži závodí na singlkánoi (C1), deblkánoi (C2) a singlkajaku (K1), na všech typech lodí individuálně i v závodech družstev, tzv. hlídkách. Ženy zpočátku závodily pouze na singlkajaku, od roku 2010 závodí i na singlkánoi.

## Seznamy medailistů
- Seznam medailistů na mistrovství Evropy ve vodním slalomu – kánoe muži
- Seznam medailistů na mistrovství Evropy ve vodním slalomu – kajak muži
- Seznam medailistů na mistrovství Evropy ve vodním slalomu – kánoe ženy
- Seznam medailistů na mistrovství Evropy ve vodním slalomu – kajak ženy

## Medailové pořadí zemí
Stav k roku 2023 po Evropských hrách
| Pořadí | Země               | Zlato | Stříbro | Bronz | Celkem |
| ------ | ------------------ | ----- | ------- | ----- | ------ |
| 1.     | Slovensko          | 49    | 25      | 23    | 97     |
| 2.     | Česko              | 45    | 37      | 41    | 123    |
| 3.     | Německo            | 33    | 41      | 37    | 111    |
| 4.     | Francie            | 23    | 24      | 26    | 73     |
| 5.     | Spojené království | 19    | 15      | 25    | 59     |
| 6.     | Slovinsko          | 15    | 12      | 12    | 39     |
| 7.     | Itálie             | 6     | 7       | 8     | 21     |
| 8.     | Rakousko           | 5     | 11      | 9     | 25     |
| 9.     | Španělsko          | 5     | 5       | 9     | 19     |
| 10.    | Polsko             | 4     | 24      | 11    | 39     |
| 11.    | Švýcarsko          | 3     | 5       | 4     | 12     |
| 12.    | Irsko              | 1     | 1       | 0     | 2      |
| 12.    | Ukrajina           | 1     | 0       | 0     | 1      |
| 13.    | Rusko              | 0     | 0       | 2     | 2      |
| 15.    | Řecko              | 0     | 0       | 1     | 1      |
| Celkem | Celkem             | 209   | 207     | 208   | 624    |